# Tontryck
Tontryck, kallas en litografi, en etsning eller ett träsnitt, där man först trycker en svagt färgad bakgrund ("ton"), vilken trycks från en särskild tontrycksten eller tontryckplatta och avser att mildra motsatsen mellan det vita pappret och teckningen.
Innan flerfärgstryck hade utvecklats inom litografin bestod bilderna endast av svarta linjer på enfärgat papper i olika vita nyanser beroende på papperskvaliten. Alois Senefelder, som uppfann tekniken med litografi, gjorde försök med en extra sten som han färgade in med en svag kulör och kunde på så vis skapa färgade litografier.
Genom att spara ut vissa partier utan färg på stenen skapades en effekt av högdagrar, där det vita pappret fick lysa igenom, som ett slags klärobskyrtryck.